# Oxira communicata
Oxira communicata är en fjärilsart som beskrevs av Walker 1865. Oxira communicata ingår i släktet Oxira och familjen nattflyn. Inga underarter finns listade i Catalogue of Life.